# ATP World Tour Finals
A  Barclays ATP World Tour Finals a Grand Slam-tornák után a legjelentősebb tenisztorna, amelyre minden évben év végén kerül sor. Csak az adott év nyolc legeredményesebb férfi teniszezője vehet részt rajta (az ATP Race első nyolc helyezettje). A legtöbb tenisztornával ellentétben ezen a versenyen nincs egyenes kiesés az első köröktől kezdve, hanem a nyolc versenyzőt két négyes csoportba osztják, és a teniszezők egymással csoportköröket (3 round robin meccset) játszanak. Mindkét csoportból 2-2 teniszező jut tovább (győzelem: 2 pont, vereség: 0 pont, pontegyenlőség esetén a játszma- és játékarányok is számítanak). Az elődöntőben az egyik csoport győztese a másik csoport második helyezettjével játszik, itt már egyenes kiesés van. Az elődöntő győztesei játszanak a címért.
A jelenlegi torna a harmadik változata egy 1970-ben bevezetett teniszbajnokságnak. Az eredeti torna neve egyszerűen The Masters volt, és az ITF (International Tennis Federation) rendezte. A világ legjobbjai mérkőztek egymással, de ekkor az eredmény még nem számított bele a világranglistapontokba. 1990-ben az ATP (Association of Tennis Professionals) vette át a férfi torna rendezési jogát, és a versenyt innentől fogva ATP Tour World Championship-nek nevezték. Ekkor már beleszámított az eredmény a ranglistapontokba: a veretlen bajnok ugyanannyi pontot kapott, mint amennyit egy Grand Slam-győztes. Az ITF, amely a Grand Slam-tornák rendezéséért továbbra is felelős volt, létrehozott egy évzáró „ellentornát”, a Grand Slam Cup-ot, amelyen az év Grand Slam-tornáin legjobban szereplő 16 játékos vehetett részt. 1999 decemberében az ITF és az ATP megegyezett, hogy a két verseny helyett inkább egy közöset rendeznek: a Tennis Masters Cup-ot (hagyományosan továbbra is ezt az évzáró tornát tekintik világbajnokságnak). Ezen a bajnokságon csak 8 játékos vehet részt, azok, akik az éves ATP Race-en az első nyolc helyen állnak. A nyolcadik helyezett részvétele mégsem biztos: egy olyan versenyző, aki bár nem jutott az első nyolcba, de megnyert egy Grand Slam-tornát, és az első 20 helyezett között van, átveheti a 8. helyezett helyét. Ha több ilyen játékos is van, akkor a magasabb helyen rangsorolt játékos jut be. A torna 2009-től ATP World Tour Finals néven, de hasonló rendszerben fut tovább.
A páros versenyt sokáig egy külön torna keretében rendezték meg, egy héttel később. Az utóbbi években azonban együtt rendezik meg a két eseményt, és az egyénihez hasonlóan az év nyolc legeredményesebb párosa vehet részt rajta. 
A nők számára külön bajnokságot rendeznek, ez a WTA Finals.

## Bajnokok

### Egyéni
| ATP Finals                   |           |                     |                       |                         |
| Év                           | Helyszín  | Bajnok              | Ellenfél a döntőben   | Döntő eredménye         |
| 2024                         | Torino    | Jannik Sinner       | Taylor Fritz          | 6–4, 6–4                |
| 2023                         | Torino    | Novak Đoković       | Jannik Sinner         | 6–3, 6–3                |
| 2022                         | Torino    | Novak Đoković       | Casper Ruud           | 7–5, 6–3                |
| 2021                         | Torino    | Alexander Zverev    | Danyiil Medvegyev     | 6–4, 6–4                |
| 2020                         | London    | Danyiil Medvegyev   | Dominic Thiem         | 4–6, 7–6(7–2), 6–4[2]   |
| 2019                         | London    | Sztéfanosz Cicipász | Dominic Thiem         | 6-7(6), 6-2, 7-6(4)     |
| 2018                         | London    | Alexander Zverev    | Novak Đoković         | 6-4, 6-3                |
| 2017                         | London    | Grigor Dimitrov     | David Goffin          | 7–5, 4–6, 6–3           |
| ATP World Tour Finals        |           |                     |                       |                         |
| Év                           | Helyszín  | Bajnok              | Ellenfél a döntőben   | Döntő eredménye         |
| 2016                         | London    | Andy Murray         | Novak Đoković         | 6–3, 6–4                |
| 2015                         | London    | Novak Đoković       | Roger Federer         | 6–3, 6–4                |
| 2014                         | London    | Novak Đoković       | Roger Federer         | játék nélkül            |
| 2013                         | London    | Novak Đoković       | Rafael Nadal          | 6–3, 6–4                |
| 2012                         | London    | Novak Đoković       | Roger Federer         | 7–6(6), 7–5             |
| 2011                         | London    | Roger Federer       | Jo-Wilfried Tsonga    | 6–3, 6–7(6), 6–3        |
| 2010                         | London    | Roger Federer       | Rafael Nadal          | 6–3, 3–6, 6–1           |
| 2009                         | London    | Nyikolaj Davigyenko | Juan Martín del Potro | 6–3, 6–4                |
| Tennis Masters Cup           |           |                     |                       |                         |
| Év                           | Helyszín  | Bajnok              | Ellenfél a döntőben   | Döntő eredménye         |
| 2008                         | Sanghaj   | Novak Đoković       | Nyikolaj Davigyenko   | 6–1, 7–5                |
| 2007                         | Sanghaj   | Roger Federer       | David Ferrer          | 6–2, 6–3, 6–2           |
| 2006                         | Sanghaj   | Roger Federer       | James Blake           | 6–0, 6–3, 6–4           |
| 2005                         | Sanghaj   | David Nalbandian    | Roger Federer         | 6–7, 6–7, 6–2, 6–1, 7–6 |
| 2004                         | Houston   | Roger Federer       | Lleyton Hewitt        | 6–3, 6–2                |
| 2003                         | Houston   | Roger Federer       | Andre Agassi          | 6–3, 6–0, 6–4           |
| 2002                         | Sanghaj   | Lleyton Hewitt      | Juan Carlos Ferrero   | 7–5, 7–5, 2–6, 2–6, 6–4 |
| 2001                         | Sydney    | Lleyton Hewitt      | Sébastien Grosjean    | 6–3, 6–3, 6–4           |
| 2000                         | Lisszabon | Gustavo Kuerten     | Andre Agassi          | 6–4, 6–4, 6–4           |
| ATP Tour World Championships |           |                     |                       |                         |
| Év                           | Helyszín  | Bajnok              | Ellenfél a döntőben   | Döntő eredménye         |
| 1999                         | Hannover  | Pete Sampras        | Andre Agassi          | 6–1, 7–5, 6–4           |
| 1998                         | Hannover  | Àlex Corretja       | Carlos Moyà           | 3–6, 3–6, 7–5, 6–3, 7–5 |
| 1997                         | Hannover  | Pete Sampras        | Jevgenyij Kafelnyikov | 6–3, 6–2, 6–2           |
| 1996                         | Hannover  | Pete Sampras        | Boris Becker          | 3–6, 7–6, 7–6, 6–7, 6–4 |
| 1995                         | Frankfurt | Boris Becker        | Michael Chang         | 7–6, 6–0, 7–6           |
| 1994                         | Frankfurt | Pete Sampras        | Boris Becker          | 4–6, 6–3, 7–5, 6–4      |
| 1993                         | Frankfurt | Michael Stich       | Pete Sampras          | 7–6, 2–6, 7–6, 6–2      |
| 1992                         | Frankfurt | Boris Becker        | Jim Courier           | 6–4, 6–3, 7–5           |
| 1991                         | Frankfurt | Pete Sampras        | Jim Courier           | 3–6, 7–6, 6–3, 6–4      |
| 1990                         | Frankfurt | Andre Agassi        | Stefan Edberg         | 5–7, 7–6, 7–5, 6–2      |
| The Masters                  |           |                     |                       |                         |
| Év                           | Helyszín  | Bajnok              | Ellenfél a döntőben   | Döntő eredménye         |
| 1989                         | New York  | Stefan Edberg       | Boris Becker          | 4–6, 7–6, 6–3, 6–1      |
| 1988                         | New York  | Boris Becker        | Ivan Lendl            | 5–7, 7–6, 3–6, 6–2, 7–6 |
| 1987                         | New York  | Ivan Lendl          | Mats Wilander         | 6–2, 6–2, 6–3           |
| 1986                         | New York  | Ivan Lendl          | Boris Becker          | 6–4, 6–4, 6–4           |
| 1985                         | New York  | Ivan Lendl          | Boris Becker          | 6–2, 7–6, 6–3           |
| 1984                         | New York  | John McEnroe        | Ivan Lendl            | 7–5, 6–0, 6–4           |
| 1983                         | New York  | John McEnroe        | Ivan Lendl            | 6–3, 6–4, 6–4           |
| 1982                         | New York  | Ivan Lendl          | John McEnroe          | 6–4, 6–4, 6–2           |
| 1981                         | New York  | Ivan Lendl          | Vitas Gerulaitis      | 6–7, 2–6, 7–6, 6–2, 6–4 |
| 1980                         | New York  | Björn Borg          | Ivan Lendl            | 6–4, 6–2, 6–2           |
| 1979                         | New York  | Björn Borg          | Vitas Gerulaitis      | 6–2, 6–2                |
| 1978                         | New York  | John McEnroe        | Arthur Ashe           | 6–7, 6–3, 7–5           |
| 1977                         | New York  | Jimmy Connors       | Björn Borg            | 6–4, 1–6, 6–4           |
| 1976                         | Houston   | Manuel Orantes      | Wojtek Fibak          | 5–7, 6–2, 0–6, 7–6, 6–1 |
| 1975                         | Stockholm | Ilie Năstase        | Björn Borg            | 6–2, 6–2, 6–1           |
| 1974                         | Melbourne | Guillermo Vilas     | Ilie Năstase          | 7–6, 6–2, 3–6, 6–4      |
| 1973                         | Boston    | Ilie Năstase        | Tom Okker             | 6–3, 7–5, 4–6, 6–3      |
| 1972                         | Barcelona | Ilie Năstase        | Stan Smith            | 6–3, 6–2, 3–6, 2–6, 6–3 |
| 1971                         | Párizs    | Ilie Năstase        | Stan Smith            | 5–7, 7–6, 6–3           |
| 1970                         | Tokió     | Stan Smith          | Rod Laver             | 4–6, 6–3, 6–4           |

### Páros
| ATP Finals                   |                                       |
| Év                           | Bajnokok                              |
| 2024                         | Kevin Krawietz / Tim Pütz             |
| 2023                         | Rajeev Ram / Joe Salisbury            |
| 2022                         | Rajeev Ram / Joe Salisbury            |
| 2021                         | Pierre-Hugues Herbert / Nicolas Mahut |
| 2020                         | Wesley Koolhof / Nikola Mektić        |
| 2019                         | Pierre-Hugues Herbert / Nicolas Mahut |
| 2018                         | Jack Sock / Mike Bryan                |
| 2017                         | Henri Kontinen / John Peers           |
| Tennis Masters Cup           |                                       |
| Év                           | Bajnokok                              |
| 2016                         | Henri Kontinen / John Peers           |
| 2015                         | Jean-Julien Rojer / Horia Tecău       |
| 2014                         | Bob Bryan / Mike Bryan                |
| 2013                         | David Marrero / Fernando Verdasco     |
| 2012                         | Marcel Granollers / Marc López        |
| 2011                         | Makszim Mirni / Daniel Nestor         |
| 2010                         | Daniel Nestor / Nenad Zimonjić        |
| 2009                         | Bob Bryan / Mike Bryan                |
| 2008                         | Daniel Nestor / Nenad Zimonjić        |
| 2007                         | Mark Knowles / Daniel Nestor          |
| 2006                         | Jonas Björkman / Makszim Mirni        |
| 2005                         | Michaël Llodra / Fabrice Santoro      |
| 2004                         | Bob Bryan / Mike Bryan                |
| 2003                         | Bob Bryan / Mike Bryan                |
| 2002                         | Nem volt páros verseny                |
| 2001                         | Nem volt páros verseny                |
| 2000                         | Donald Johnson / Piet Norval          |
| ATP Tour World Championships |                                       |
| Év                           | Bajnokok                              |
| 1999                         | Sebastien Lareau / Alex O'Brien       |
| 1998                         | Jacco Eltingh / Paul Haarhuis         |
| 1997                         | Rick Leach / Jonathan Stark           |
| 1996                         | Todd Woodbridge / Mark Woodforde      |
| 1995                         | Grant Connell / Patrick Galbraith     |
| 1994                         | Jan Apell / Jonas Bjorkman            |
| 1993                         | Jacco Eltingh / Paul Haarhuis         |
| 1992                         | Todd Woodbridge / Mark Woodforde      |
| 1991                         | John Fitzgerald / Anders Jarryd       |
| 1990                         | Guy Forget / Jakob Hlasek             |
| The Masters                  |                                       |
| Év                           | Bajnokok                              |
| 1989                         | Jim Grabb / Patrick McEnroe           |
| 1988                         | Rick Leach / Jim Pugh                 |
| 1987                         | Miloslav Mečíř / Tomáš Šmíd           |
| 1986                         | Stefan Edberg / Anders Järryd         |
| 1985                         | Stefan Edberg / Anders Järryd         |
| 1984                         | Peter Fleming / John McEnroe          |
| 1983                         | Peter Fleming / John McEnroe          |
| 1982                         | Peter Fleming / John McEnroe          |
| 1981                         | Peter Fleming / John McEnroe          |
| 1980                         | Peter Fleming / John McEnroe          |
| 1979                         | Peter Fleming / John McEnroe          |
| 1978                         | Peter Fleming / John McEnroe          |
| 1977                         | Bob Hewitt / Frew McMillan            |
| 1976                         | Fred McNair / Sherwood Stewart        |
| 1975                         | Juan Gisbert / Manuel Orantes         |

## Rekordok
Legtöbb győzelem: Novak Djokovic 7 alkalommal
Roger Federer 2002-2006-ig mind a 15 round robin meccsét megnyerte.
Ivan Lendl 1980 és 1988 között minden évben legalább az elődöntőig jutott, ez azóta sem sikerült senkinek
- Akik veretlenül nyerték meg a tornát (1990 óta):
  1. Michael Stich, Németország, 1993
  2. Lleyton Hewitt, Ausztrália, 2001
  3. Roger Federer, Svájc, 2003-2004, 2006
- Akik megvédték a címüket:
  1. Novak Đoković, Szerbia, 2012–2015
  2. Ilie Năstase, Románia, 1971-1973
  3. Björn Borg, Svédország, 1979-80
  4. Ivan Lendl (2), Csehszlovákia, 1981-1982; 1985-1987
  5. John McEnroe, USA, 1983-1984
  6. Pete Sampras, USA, 1996-1997
  7. Lleyton Hewitt, Ausztrália, 2001-2002
  8. Roger Federer (2), Svájc, 2003-2004, 2006-2007
- Sorozatban megnyert tornák:

1. Novak Đoković, Szerbia, 4
2. Ivan Lendl, Csehszlovákia, 3
2. Ilie Năstase, Románia, 3
- Sorozatban elért döntők:

1. Ivan Lendl, Csehszlovákia, 9 (1980-1988)
2. Ilie Năstase, Románia, 5 (1971-1975)
2. Roger Federer, Svájc, 5 (2003-2007)
3. Novak Đoković, Szerbia, 4 (2012–2015)
5. Stan Smith, USA, 3 (1970-1972)
5. Boris Becker, Németország, 3 (1994-1996)